# گروه کپیتا
گروه کپیتا (به انگلیسی: Capita Group) شرکت فناوری اطلاعات بریتانیایی است، که در زمینه ارائه خدمات برون‌سپاری، مشاوره اطلاعاتی، مدیریت فرایندهای تجاری، برنامه‌ریزی منابع سازمانی، مدیریت منابع انسانی، پشتیبانی و آموزش کارکنان فعالیت می‌کند.
شرکت‌ها و سازمان‌های طرف قرارداد این شرکت اغلب شامل ۸ بخش می‌شود، که عبارتند از: دولت محلی، دولت مرکزی، آموزش و پرورش، حمل‌ونقل، بهداشت، بیمه، مزایای بازنشستگی و دیگر سازمان‌های بخش خصوصی (از جمله خدمات مالی).
شرکت کپیتا در سال ۱۹۸۴ توسط رود آلدریج تأسیس شد و کار خود را با ۳۳ کارمند آغاز نمود. این شرکت امروزه دارای بیش از ۴۶ هزار پرسنل در سرتاسر جهان می‌باشد. گروه کپیتا در حال حاضر بزرگترین شرکت خدمات برون‌سپاری در بریتانیا است، همچنین بخش مشاوره اطلاعاتی گروه کپیتا دارای چهارمین شبکه ارائه خدمات اطلاعاتی در بریتانیا می‌باشد. دفتر مرکزی این شرکت در شهر لندن قرار دارد و بخشی از سهام آن در بازار بورس لندن معامله می‌شود.